# Pterolophia subalbofasciata
Pterolophia subalbofasciata là một loài bọ cánh cứng trong họ Cerambycidae.